# Тера-
Тера- (русское обозначение: Т; международное: T) — одна из приставок, используемых в Международной системе единиц (СИ) для образования наименований и обозначений десятичных кратных единиц. Единица, наименование которой образовано путём присоединения приставки тера к наименованию исходной единицы, получается в результате умножения исходной единицы на число 1012, т.е. на один триллион.
В качестве приставки СИ принята XI  Генеральной конференцией по мерам и весам в 1960 году. Наименование происходит от греческого слова τέρας, что означает чудовище, то есть единиц с указанной приставкой «чудовищно много».

## Применение
В русском языке на данный момент применяется в сфере компьютеров, как обозначение объёма данных (1 ТБ — один терабайт), а также в сфере энергетики для международных сопоставлений данных топливно-энергетических балансов стран (Тераджоуль). В тераваттах выражают мощность излучения крупных лазерных установок. В других областях знаний, где приходится сталкиваться с величинами подобного порядка, предпочитают использовать слово триллион, либо уточнение, что указанное количество следует умножить на десять в двенадцатой степени.